# کاتالین کیرجان
کاتالین لونوت کیرجان (به انگلیسی: Cătălin Ionuț Cîrjan، زاده ۱ دسامبر ۲۰۰۲) بازیکن فوتبال اهل رومانی است که به عنوان هافبک برای باشگاه فوتبال دینامو بخارست بازی می‌کند.

## دوران حرفه ای
کیرجان به عنوان بازیکن جوان به آکادمی جوانان تیم دسته سومی سوم رومانیایی ویتورول دومنشتی پیوست. در سال ۲۰۱۹، او به آکادمی جوانان آرسنال در لیگ برتر انگلیس ملحق شد. پیشرفت او در آرسنال به دلیل آسیب دیدگی شدید زانو که او را بیش از یک سال از میادین دور کرد، با مشکل مواجه شد. ۴۸۰ روز فاصله بین حضور در بازی دوستانه مقابل بورهام وود و بازگشت او در بازی تیم زیر ۲۱ سال آرسنال در اوت ۲۰۲۲ وجود داشت. در سپتامبر ۲۰۲۲ او با تیم اصلی آرسنال تمرین کرد و در می ۲۰۲۲ قرارداد حرفه ای جدیدی را با آرسنال امضا کرد.